# Comuna Lovas, Vukovar-Srijem
Lovas este o comună în cantonul Vukovar-Srijem, Croația, având o populație de 1.214 locuitori (2011).

## Demografie
Componența etnică a comunei Lovas
     Croați (88,06%)
     Sârbi (5,35%)
     Maghiari (4,7%)
     Necunoscut (0,66%)
     Neclasificat (0,91%)
Componența confesională a comunei Lovas
     Catolici (91,35%)
     Ortodocși (5,02%)
     Fără religie și atei (1,15%)
     Necunoscută (1,4%)
     Alte religii (1,07%)
Conform recensământului din 2011, comuna Lovas avea 1.214 locuitori. Din punct de vedere etnic, majoritatea locuitorilor (88,06%) erau croați, existând și minorități de sârbi (5,35%) și maghiari (4,7%). Apartenența etnică nu este cunoscută în cazul a 0,66% din locuitori. Din punct de vedere confesional, majoritatea locuitorilor (91,35%) erau catolici, existând și minorități de ortodocși (5,02%) și persoane fără religie și atei (1,15%). Pentru 1,4% din locuitori nu este cunoscută apartenența confesională.